# Lynch Plantation
Lynch Plantation is een plantage in Sint Eustatius. Op het terrein bevindt zich een historisch museum, en het eerste planetarium van het Caraïbisch gebied. De plantage bevindt zich in het oosten van het eiland. Aan de kust bevindt zich het strand Lynch Beach.

## Museum
Het Lynch Plantation Museum, ook Berkel's Domestic Museum, zijn twee huizen op de Lynch Plantation. De plantage is sinds 1913 in bezit van de familie Berkel. Ter ere van de 100e verjaardag van de matriarch van de familie werden de huizen ingericht zoals men een eeuw geleden leefde. Het bevat meubilair, foto's, brillen, en landbouwwerktuigen. Toegang is gratis, maar er moet vooraf een afspraak worden gemaakt.

## Planetarium
In februari 2021 werd op Lynch Plantation het eerste planetarium in het Caraïbisch gebied geopend. Het was een initiatief van Jaap Vreling, docent aan de Universiteit van Amsterdam, en Ishmael Berkel. Sint Eustatius kent geen lichtvervuiling en is een goede locatie voor astronomie. De koepel geeft een heldere uitleg aan de jeugd van de sterrenhemel. Er moet vooraf een afspraak worden gemaakt en het is geschikt tot 25 personen.

## Lynch Beach
Lynch Beach is een klein rotsachtig strand van ongeveer 200 meter. Het wordt soms gebruikt door soepschildpadden en karetschildpadden om hun eieren te leggen. Het strand heeft lichtbruin zand, en is heel rustig. Het water is niet geschikt om in te zwemmen, omdat er een sterke stroming is. Er zijn geen voorzieningen op het strand.